# Joana Henriques
Joana Henriques e Fernandes de Córdoba (em espanhol: Juana Enríquez; 1425 — 13 de fevereiro de 1468) foi uma nobre castelhana, senhora de Casarrubios del Monte e rainha consorte de Navarra e de Aragão. Pertencia à importante Casa de Henriques, que descendia do rei Afonso XI de Castela. Exerceu o Vice-reinado da Catalunha.

## Biografia
Filha de Fradrique Henriques, almirante de Castela, e de Mariana Fernandes de Córdoba, senhora de Casarrubios del Monte, a quem sucedeu, na morte desta, em 1431.
Joana casou com João II de Navarra, em abril de 1444, viúvo havia três anos da rainha Branca I. Embora João tivesse deixado de ser o monarca de direito de Navarra com a morte de sua esposa, este nunca cedeu o poder para seu herdeiro, o príncipe Carlos de Viana. Tiveram dois filhos:
- Fernando (1452-1516), que sucedeu ao pai no trono;
- Joana (1454-1517), que casou com seu primo bastardo Fernando I de Nápoles.

Joana apoiou seu esposo em sua decisão de não ceder o poder a seu filho e depois para sua filha, que era de direito Branca II de Navarra. Tal quebra da lei de sucessão e o conflito entre fazendeiros e nobres levou à guerra civil. Acusada de ter ordenado o envenenamento do príncipe Carlos, seu enteado, Joana fugiu para Girona com seu filho Fernando, procurando a proteção do bispo.
Joana se tornou rainha de Aragão, Maiorca, Valência e Sicília, em 1458, ao morrer seu cunhado, Afonso V.
O maior desejo de Joana era casar seu filho com a princesa Isabel de Castela, meia-irmã e herdeira presuntiva do rei Henrique IV de Castela. Isto veio a acontecer em 1469, mas Joana morreu um ano antes, devido a um câncer de mama.

## Galeria

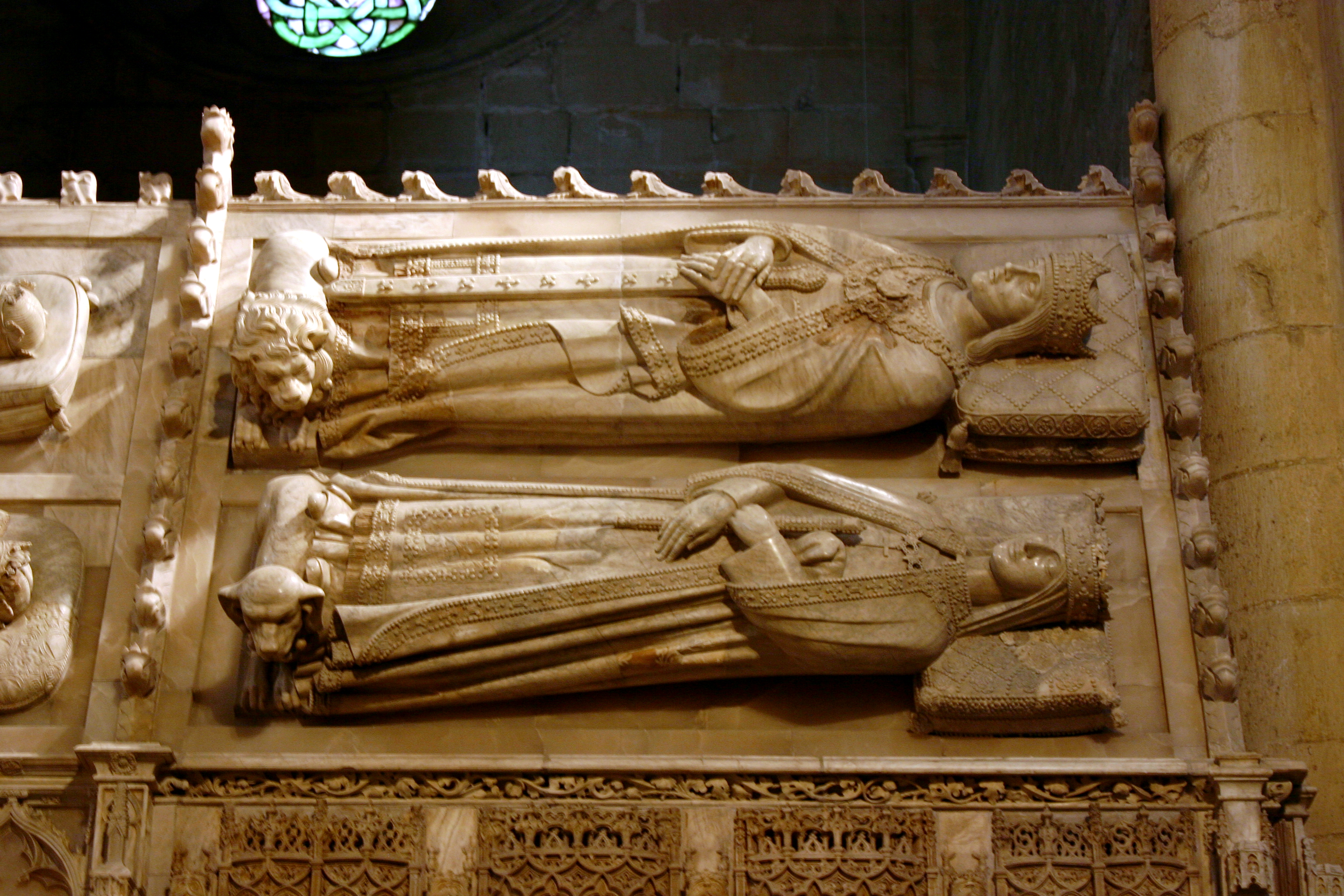
Túmulo de Joana Henriques e João II de Aragão no Mosteiro de Poblet.
Brasão.